# Kazincbarcika
Kazincbarcika è una città dell'Ungheria di 28.909 abitanti (dati 2011). È situata nella contea di Borsod-Abaúj-Zemplén nella valle del fiume Sajó, a 20 km dal capoluogo Miskolc. È la terza città più grande della provincia.

## Storia
Kazincbarcika è stata fondata durante il periodo comunista, quando vennero uniti diversi villaggi per creare una città industriale. Uno di questi, Sajókazinc, è menzionato fin dal 1240. Villaggio prevalentemente agricolo fino al 1850 quando venne aperta la prima miniera di carbone. Un altro villaggio è  Barcika (a sua volta nato dall'unione di Barcika superiore e Barcika inferiore) che mantenne la vocazione agricola nonostante venne anche qui aperta una miniera di carbone fino agli anni 20, quando venne costruita una centrale elettrica.
Dopo la seconda guerra mondiale Sajókazinc e Barcika vennero unite e nacque Kazincbarcika. Ottenne lo status di città e il villaggio di Berente fu annesso. Aveva all'epoca 11.000 abitanti. Vennero successivamente aperte numerose fabbriche e la città crebbe fino ai 30.000 abitanti del 1970.
Negli anni ottanta l'industria pesante andò in crisi, il tasso di disoccupazione salì e Berente ritornò ad essere un comune indipendente.

## Attrazioni turistiche
- Centro di Sajókazinc
- Chiesa protestante di Felsőbarcika (Barocco, secolo XVIII)
- Chiesa Greco Cattolica

## Amministrazione

### Gemellaggi
- Burgkirchen an der Alz, Germania
- Dimitrovgrad, Bulgaria
- Knurów, Polonia
- Revúca, Slovacchia
- Sânnicolau Mare, Romania
- Świdnica, Polonia
- Tjačiv, Ucraina